# 北74線
北74線 三角埔－潭底，是位於新北市的一條鄉道，北起新北市樹林區三龍里保安街、中正路口，南至新北市樹林區潭底里大安路、中正路口，全長2.9公里。

## 路線說明
新北市
- 樹林區：三角埔（起點，中正路與保安街口）→ 保安街 → 三多路口 → 大安路 → 潭底（終點，116號岔路）

## 沿線地標、設施
- 新北市立三多國民中學
- 新北市樹林區武林國民小學
- 樹林工業區
- 新北市政府警察局樹林分局
- 家樂福樹林店

## 連接公路
- 縣道116號

## 支線
北74線唯一的支線為北74-1線，是位於新北市的一條鄉道，西起新北市樹林區保安街與大安路口，東迄新北市樹林區保安二街與中山路口，全長0.5公里。
新北市
- 樹林區：潭底（起點，保安街與大安路口）→ 保安街 → 保安二街 →復興路口 → 保安街口 → 樹林（終點，縣道114號岔路）

### 連接公路
- 縣道114號
- 北74線